# 6973 Karajan
6973 Karajan è un asteroide della fascia principale. Scoperto nel 1992, presenta un'orbita caratterizzata da un semiasse maggiore pari a 2,6571555 UA e da un'eccentricità di 0,1494767, inclinata di 2,92487° rispetto all'eclittica.
L'asteroide è dedicato al direttore d'orchestra austriaco Herbert von Karajan.